# Francesillo de Zúñiga
Francés de Zúñiga también conocido como Francesillo de Zúñiga, (c.1480-Béjar, 5 de febrero de 1532) fue un bufón español perteneciente a la corte de Carlos I de España, V de Alemania, autor de varias obras literarias. 

## Biografía
Su nacimiento debió producirse en Béjar, o al menos él aparece referenciado como vecino de esa villa durante gran parte de su vida. Según señalan algunos autores su padre fue Íñigo de Zúñiga, maestresala del primer duque de Béjar, casa noble a la que aparece vinculado desde joven. Fue contino y truhan del duque Álvaro II y hacia el final de su vida alcanzó el cargo de alguacil mayor en la propia Béjar.  
Distintos acontecimientos acaecidos allí entre 1531 y 1532 parecen ser determinantes en las causas de su homicidio siendo acuchillado en una calle de esa villa a principios del mes de febrero de 1532, lo que finalmente le causó la muerte.
Durante su vida fue testigo de algunos aconteceres bélicos de transcendental importancia dentro del reinado de Carlos I. Estuvo presente en la batalla de Toledo, de la guerra de las Comunidades, y en la guerra de Navarra (1521) contra los franceses. Su apoyo en ambas a la causa del emperador fue recompensado por este con la licencia para la fundación de un mayorazgo en 1522, y con el privilegio de escudo de armas en 1525.  
Francés de Zúñiga es conocido por su obra literaria, que puede enmarcarse dentro del género satírico o bufonesco, en la que destaca la Crónica Burlesca del Emperador Carlos V. Esta obra fue muy divulgada en su tiempo de manera manuscrita y hoy tiene como versión referencial la editada en 1989 por el filólogo salmantino José Antonio Sánchez Paso. Así mismo existe una colección epistolar con misivas escritas a altos personajes de la corte del emperador, que divulgó Juan Menéndez Pidal en 1909. En ellas la expresión jocosa y el gusto por la exageración descriptiva vuelven a ser los elementos más característicos. 
En 2018 el escritor zamorano Luis García Jambrina convirtió a don Francés de Zúñiga en protagonista de su novela «El Manuscrito de fuego» apuntando su propia versión de las posibles causas de su muerte.

## Obras del autor
- Crónica burlesca del emperador Carlos V; edición, introducción y notas de Diane Pamp de Valle-Arce. Barcelona: Crítica, 1981.
- Crónica de don Francesillo de Zúñiga, edición de Pascual Gayangos, en Biblioteca de Autores Españoles, v.XXXVI, 1855, pp. 9-54.
- Crónica burlesca del emperador Carlos V, edición de José Antonio Sánchez Paso, Salamanca: Universidad, 1989.
- Epistolario, edición de Pascual de Gayangos, en Curiosidades bibliográficas, BAE, XXXVI, 1855, pp. 55-62.
- Documentación relativa a la vida del cronista don Francés de Zúñiga y breve historia de "la casa de los escudos", Óscar Rivadeneyra Prieto, en "Estudios Bejaranos" n.º XX, Centro de Estudios Bejaranos, 2016, pp. 123-143
- El manuscrito de fuego (novela), Luis García Jambrina. Editorial Espasa, 2018